# Unieszyniec
Unieszyniec (dodatkowa nazwa w j. kaszub. Ùnieszińc) – osada w Polsce, w województwie pomorskim, w powiecie lęborskim, w gminie Cewice. Jest częścią składową sołectwa Unieszyno.
Do 2023 miejscowość była przysiółkiem osady Unieszyno.
W latach 1975–1998 przysiółek administracyjnie należał do województwa słupskiego.